# 市立札幌病院
市立札幌病院（しりつさっぽろびょういん）は、札幌市中央区にある病院（市区町村立病院）。

## 概要
道央で唯一となる「総合周産期母子医療センター」、北海道で唯一となる「第一種感染症指定医療機関」、北海道内の自治体病院で初となる「地域医療支援病院」の指定を受けているほか、東北以北で唯一のスーパー救急・合併症病棟となる「精神医療センター」を設置している。札幌市消防局救急ワークステーション、札幌市立大学桑園キャンパス（看護学部）が隣接している。施設の大規模改修を計画している。
2018年（平成30年）9月6日に発生した北海道胆振東部地震の際には当院は非常用電源が稼働し続けていたことから、人工呼吸器や人工透析が必要な入院患者を他の病院から受け入れる緊急対応を行った。

## 沿革
- 1869年（明治02年）：斎藤龍安が札幌元村（現在の東区北13条東16丁目付近）に小屋を設け、銭箱（現在の小樽市銭函）から開拓使治療所（仮病院）を移転[2][8]。
- 1870年（明治03年）：東創成町（現在の中央区北1条東1丁目）に札幌仮病院開設[2][8]。
- 1871年（明治04年）：病室の新築工事完成。
- 1891年（明治24年）：新病院（現在の中央区北1条西8~9丁目）に移転[8]。
- 1922年（大正11年）：市制施行により、「市立札幌病院」と改称[8]。
- 1923年（大正12年）：本館竣工[8]。
- 1934年（昭和09年）：平岸分院（静療院）竣工[8]。
- 1980年（昭和55年）：南ヶ丘分院（隔離病舎）竣工[8]。
- 1995年（平成07年）：旧国鉄札幌資材センター跡地の現在地に移転[8][9]。
- 2004年（平成16年）：南ヶ丘診療所廃止[8]。
- 2007年（平成19年）：感染症病棟竣工[8]。
- 2008年（平成20年）：地域連携センター、気胸センター開設[8]。
- 2010年（平成22年）：ファシリティマネジメント導入[10][11]。子宮脱センター開設[8]。
- 2011年（平成23年）：脳神経センター、循環器センター開設[8]。
- 2012年（平成24年）：精神医療センター開設し[8]、静療院の成人部門を統合[12]（児童部門は複合施設「札幌市子ども発達支援総合センター・ちくたく」になった[13][14]）。
- 2014年（平成26年）：臨床研修センター開設[8]。

## 機関指定
| 母体保護法指定医師研修機関（北海道医師会） | 臨床研修指定病院（医師・歯科医師）                   |
| 救命救急センター                           | エイズ治療拠点病院                                   |
| 災害拠点病院                               | 地域がん診療連携拠点病院                             |
| 総合周産期母子医療センター                 | 第一種感染症指定医療機関及び第二種感染症指定医療機関 |
| DPC（診断群分類包括評価）対象病院          | 北海道DMAT（災害派遣医療チーム）指定病院             |
| 精神科救急医療施設                         | 地域医療支援病院                                     |

## 診療科等
診療科
- 呼吸器内科
- 消化器内科
- 循環器内科
- 腎臓内科
- 糖尿病・内分泌内科
- リウマチ・免疫内科
- 血液内科
- 神経内科
- 小児科
- 新生児内科
- 外科・乳腺外科
- 整形外科
- 形成外科
- 脳神経外科
- 呼吸器外科
- 心臓血管外科
- 皮膚科
- 泌尿器科
- 腎臓移植外科
- 産婦人科
- 眼科
- 耳鼻咽喉科・甲状腺外科
- リハビリテーション科
- 感染症内科
- 放射線治療科
- 放射線診断科
- 麻酔科
- 緩和ケア内科
- 歯科口腔外科
- 病理診断科
- 精神科
- 臨床工学科
- 栄養科

専門外来
- 女性専門外来
- セカンド・オピニオン外来
- 乳腺専門外来
- 創傷・フットケア外来
- 胎児心臓エコー外来

部門
- 看護部
- 薬剤部
- 検査部
- 放射線部
- 医療品質総合管理部

センター
- 循環器センター
- 子宮脱センター
- 脳神経センター
- 救命救急センター
- 総合周産期母子医療センター
- 精神医療センター
- 地域連携センター・札幌市医師会地域医療室
- 臨床研修センター
- 外来化学療法センター
- 気胸センター

## 施設認定
| 日本内科学会認定医教育病院                                             | 日本皮膚科学会認定専門医研修施設                                       |
| 日本整形外科学会専門医制度研修施設                                     | 日本眼科学会専門医制度研修施設                                         |
| 日本眼科学会専門医制度眼科研修プログラム施行施設                       | 日本泌尿器科学会専門医教育施設                                         |
| 日本医学放射線学会放射線科専門医総合修練機関                           | 日本病理学会研修認定施設                                               |
| 日本救急医学会指導医指定施設                                           | 日本消化器病学会認定施設                                               |
| 日本呼吸器学会認定施設                                                 | 日本内分泌学会認定教育施設                                             |
| 日本腎臓学会研修施設                                                   | 日本消化器外科学会専門医修錬施設                                       |
| 3学会構成心臓血管外科専門医認定機構基幹施設                            | 日本リウマチ学会教育施設                                               |
| 日本消化器内視鏡学会専門医指導施設                                     | 日本核医学会専門医教育病院                                             |
| 日本臨床腫瘍学会研修施設                                               | 日本脳卒中学会認定研修教育病院                                         |
| 日本IVR学会専門医修錬施設                                              | 日本手外科学会認定研修施設                                             |
| 日本感染症学会連携研修施設                                             | 日本緩和医療学会認定研修施設                                           |
| 日本甲状腺学会認定専門医施設                                           | 日本熱傷学会熱傷専門医認定研修施設                                     |
| 日本ステントグラフト実施基準管理委員会認定腹部ステントグラフト実施施設 | 日本ステントグラフト実施基準管理委員会認定胸部ステントグラフト実施施設 |
| 日本医療薬学会認定薬剤師制度研修施設                                   | 日本医療薬学会がん専門薬剤師制度研修施設                               |
| 日本医療薬学会薬物療法専門薬剤師制度研修施設                           | 日本小児科学会専門医研修支援施設                                       |
| 日本外科学会外科専門医制度修練施設（指定病院）                         | 日本産科婦人科学会専門医制度専攻医指導施設                             |
| 乳房増大エキスパンダー及びインプラント実施施設                         | 日本耳鼻咽喉科学会専門医研修施設                                       |
| 日本脳神経外科学会専門医訓練施設                                       | 日本麻酔科学会麻酔科認定病院                                           |
| 日本救急医学会専門医指定施設                                           | 日本形成外科学会認定施設                                               |
| 日本循環器学会専門医研修施設                                           | 日本血液学会研修施設                                                   |
| 日本検査血液学会骨髄検査技師認定制度研修施設                           | 日本糖尿病学会認定教育施設                                             |
| 日本アレルギー学会認定教育施設（リウマチ科）                           | 日本神経学会教育研修施設                                               |
| 呼吸器外科専門医合同委員会基幹施設                                     | 日本小児神経学会専門医研修施設                                         |
| 日本周産期・新生児医学会暫定研修施設                                   | 日本透析医学会認定施設                                                 |
| 日本ペインクリニック学会指定研修施設                                   | 日本臨床細胞学会認定施設                                               |
| 日本臨床細胞学会教育研修施設                                           | 日本乳癌学会認定施設                                                   |
| 日本心血管インターベンション治療学会研修施設                           | 日本がん治療認定医機構認定研修施設                                     |
| 日本口腔外科学会認定研修施設                                           | 日本頭頸部外科学会頭頸部がん専門医研修施設                             |
| 日本婦人科腫瘍学会専門医指定修練施設                                   | 日本臨床精神神経薬理学会研修施設                                       |
| 日本静脈経腸栄養学会NST（栄養サポートチーム）稼働施設                  | 日本栄養療法推進協議会認定NST（栄養サポートチーム）稼働施設            |
| 日本精神神経学会精神科専門医研修施設                                   | 日本呼吸器内視鏡学会認定施設                                           |
| 下肢静脈瘤に対する血管内レーザー焼灼術実施施設                         | 日本集中治療医学会専門医研修施設                                       |
| 日本肝臓学会認定施設                                                   | 精度保証認証施設                                                       |
| 日本総合病院精神医学会一般病院連携精神医学専門医特定研修施設           | 日本老年精神医学会専門医制度認定施設                                   |
| 日本消化管学会胃腸科指導施設                                           | 日本呼吸療法医学会専門医研修施設                                       |

## アクセス・駐車場
病院公式サイト「病院へのアクセス」も参照
- 北海道中央バス（札幌東・新川）、じょうてつ「市立病院前」バス停下車
- ジェイ・アール北海道バス（琴似）「市立病院前」「桑園駅」バス停下車
- 北海道旅客鉄道（JR北海道）桑園駅から徒歩約3分
- 駐車場：約390台